# Hồ Bội Úy
Hồ Bội Úy (tiếng Anh: Paisley Hu Pui Wei, sinh ngày 12 tháng 11 năm 1971) là nữ ca sĩ, diễn viên, người dẫn chương trình người Hồng Kông gốc Trung Quốc. Cô tham gia làng giải trí vào những năm 1990, cô có biệt danh là "Phiên bản Vương Phi" khi mới ra mắt. Hiện cô là một nữ nghệ sĩ hợp đồng của TVB.

## Sự nghiệp và đời tư
Hồ Bội Úy lớn lên ở khu vực đô thị phía nam Thượng Hải (quận sáp nhập vào quận Hoàng Phố), cô học opera tại trường và tham gia "Khải tây âu bôi gia đình diễn xướng đại tưởng tái" do Đài truyền hình Thượng Hải tổ chức năm 1989. Cô cũng là thành viên của đài truyền hình Thượng Hải Tiểu Huỳnh Tinh từ khi còn học tiểu học. Cô đã giành được giải thưởng lớn hàng năm và cùng bốn người chiến thắng khác là Vu Tuệ Mẫn, Trần Minh Châu, Diêu Úy Quân và Thẩm Cần tất cả hợp lại thành "Tiểu Huỳnh Tinh ngũ quan quân".Cô từng theo học trường Trung học Bồng Lai Thượng Hải và sau đó sang Hoa Kỳ học thanh nhạc. Sau khi tốt nghiệp, cô sang Hồng Kông để phát triển. Cô từng học opera ở Thượng Hải khi còn nhỏ. Sau khi đến Hoa Kỳ, cô còn học R & B và Jazz.
Dưới sự lãnh đạo của Lưu Dĩ Đạt, cô đã tham gia một cuộc thi hát được tổ chức tại Thượng Hải. Gia nhập sân khấu âm nhạc vào những năm 1990 và được biết đến với cái tên "Phiên bản Vương Phi" khi cô ra mắt. Cô đã phát hành một album nhạc jazz vào năm 1994, tham gia Phi trì trung xướng phiến vào năm 1996, và sau đó tham gia vào các album của Lưu Dĩ Đạt, Lâm Hải Phong và Trần Quán Hy.
Vào năm 2007, cô đã trở lại ra mắt EP cá nhân mới "Don't Think Just Do" và cô cũng đóng vai trò là người dẫn chương trình âm nhạc TVB "Kình ca kim khúc".
Cô là thành viên của nhóm Hồ Thuyết Bát Đạo (Hội ăn nói hàm hồ, Hội bà tám hay Nonsense Club) - một trong những hội chị em thân thiết của showbiz Hong Kong. Các thành viên của nhóm gồm: Hồ Hạnh Nhi, Hồ Bội Úy, Hồ Định Hân, Huỳnh Trí Văn, Diêu Tử Linh và Lý Thi Hoa.
Vào ngày 28 tháng 3 năm 2008, Hồ Bội Úy kết hôn với Đơn Lập Văn cựu thành viên nhóm BlueJeans - người cô đã hẹn hò được 8 năm.

## Danh sách đĩa nhạc

### Danh sách Album
| Tựa đề                                                  | Ngày phát hành | Danh sách bài hát |
| ------------------------------------------------------- | -------------- | --- |
| Nhất sinh thủ hậu (tiếng Quan thoại) 一生守候（國語）   |                | 1.Ái thượng nhất cá bất hồi gia đích nhân 愛上一個不回家的人 2.Ngã hoà ngã đích ái tình thuyết tái kiến 我和我的愛情說再見 3.Cổn cổn hồng trần 滾滾紅塵 4.Tình quan 情關 5.Nhất sinh thủ hậu 一生守候 6.Ngã bất thị đối nhĩ diễn hý 我不是對你演戲 7.Nhĩ thục tất đích thế giới đa liễu nhất cá ngã 你熟悉的世界多了一個我 8.Khốc sa 哭砂 9.Nhượng ngã khán khán ái tình đích dạng tử 愛短短的就好 10.Ái đoản đoản đích tựu hảo 愛短短的就好 |
| Kim thiên minh thiên hậu thiên 今天明天後天             | 1994           | Side A 1.Bất yếu vấn ngã 不要問我 2.Bất yếu thuyết ái ngã 不要說愛我 3.Put The Blame On Thượng Hải Put The Blame On 上海 4.Tiết tư để lý （quá trường âm nhạc ） 歇斯底裡（過場音樂） 5.Vị lai đích quang minh 未来的光明 6.Tại nhất dạng đích thiên không lý 在一樣的天空裡 7.La Vie En Rose（Quá trường âm nhạc ） La Vie En Rose（過場音樂） 8.Giá cá hạ ngọ 這個下午 Side B 1.Nhất đinh điểm nhi 一丁點兒 2.Look Me Over Closely（quá trường âm nhạc ） Look Me Over Closely（過場音樂） 3.Ngã tại ấn độ đẳng trước nhĩ hồi lai 我在印度等着你回來 4.Kim thiên minh thiên hậu thiên đại hậu thiên 今天明天後天大後天 5.Giá thị ngã tối hậu đích nhất thiên 這是我最後的一天 6.Dạ một hữu dạ （Quá trường âm nhạc） 夜沒有夜（過場音樂） 7.Bất yếu xướng ba 不要唱吧 |
| Tựu hệ Hồ Bội Úy 就係胡蓓蔚                             | 1997           | 1.Mãn thiên phi 滿天飛 2.Đa đa 多多 3.Giả sử kim vãn thuỵ liễu 假使今晚睡了 4.Vi thập ma (Tiếng Quan Thoại) 為什麼(國語) 5.Chung bài 鐘擺 6.Hoại tập quán 壞習慣 7.Near Me 8.Tự thuyết tự thoại 自說自話 9.Mạt điệu 抹掉 10.Toàn nhân nhĩ 全因你 11.Mãn thiên phi 滿天飛 |
| Đình cách ái tình （Tiếng Quan Thoại） 停格愛情（國語） | 2002           | 1.Đình cách ái tình 停格愛情 2.Kỷ niệm lữ hành 紀念旅行 3.Ái mộng tưởng愛夢想 4.Tha thị thuỳ 他是誰 5.Bất minh phi hành vật 不明飛行物 6.Lưỡng nan 兩難 7.Ái quá đích nhân khứ liễu na lý 愛過的人去了哪裡 8.Hội viên chuyên lợi (Tiếng Quảng Đông) 會員專利(粵語) 9.Bất tất sát xiết (Tiếng Quảng Đông) 不必剎掣(粵語) |
| Don't Think Just Do（EP）                               | 2007           | 1.Don't Think Just Do 2.Toán liễu ba 算了吧 3.Letting Go 4.Dục vọng đích quy luật 慾望的規律 5.Love Is 6.Toán liễu ba(remix) 算了吧 (remix) 7.Don'tThink Just Do (Tiếng Quan Thoại) |

## Danh sách phim
| Năm  | Tựa đề tiếng Trung | Tựa đề tiếng Việt              | Vai diễn                      | Ghi chú             |
| 2010 | 天天天晴           | Ngày mai tương sáng            | Uông Tiểu Thư                 | Khách mời           |
| 2010 | 情人眼裏高一D      | Viên Socola thần kì            | Ngưu Mỹ Quân                  | Khách mời           |
| 2012 | On Call 36小時     | Sứ mệnh 36 giờ                 | Đồ Gia Mẫn                    | Vai phụ             |
| 2012 | 怒火街頭2          | Toà án lương tâm II            | Nancy                         | Đơn nguyên nữ chính |
| 2013 | 衝上雲霄II         | Bao la vùng trời II            | Hana                          | Khách mời           |
| 2013 | On Call 36小時II   | Sứ mệnh 36 giờ II              | Đồ Gia Mẫn                    | Vai phụ             |
| 2016 | 愛情食物鏈         | Chuỗi thức ăn tình yêu         | Selina Sa Liên Na             | Vai phụ             |
| 2017 | 誇世代             | Những kẻ ba hoa (Khoa thế đại) | Thượng Khả Thanh (Jacqueline) | Vai phụ             |